# Zgornja Kungota
Zgornja Kungota je gručasto naselje v severovzhodni Sloveniji, ki je hkrati občinsko središče občine Kungota. Leži na robu Svečinskih goric, na nadmorski višini 274 m. 
Središče naselja z jedrom  šteje 503 prebivalce, v središču Kungote pa leži  križišče cest proti Dolnji Počehovi, Jurskem Vrhu in Podigracu. Tu se stikata dve dolini, dolina zgornjega toka Pesnice in Svečinskega potoka. 
Nad vasjo je izpostavljena župnijska cerkev sv. Kunigunde, iz 14. stol.. Cerkev so v 18. stol. temeljito prenovili.
Novi del naselja nastaja ob cesti proti Svečini in sosednjem Plintovcu.
V Zgornji Kungoti se je rodil pisatelj Janez Švajncer.